# Liga I 2018-2019
La Liga I 2018-2019 è stata la 101ª edizione della massima serie del campionato rumeno di calcio. Il torneo è iniziato il 20 luglio 2018 ed è terminato il 2 giugno 2019. Il CFR Cluj, al suo quinto titolo, si è riconfermato vincitore.

## Stagione
Per il terzo anno consecutivo partecipano al torneo 14 squadre. Dalla Liga I 2017-2018 sono retrocessi l'SSU Politehnica Timișoara e la Juventus Bucarest. Dalla Liga II 2017-2018 sono promossi il Dunărea Călărași e l'Hermannstadt.

### Formula
Il campionato si svolge in due fasi: nella prima le quattordici squadre si affrontano in un girone di andata e ritorno, per un totale di 26 giornate. Successivamente le squadre vengono divise in due gruppi in base alla classifica: le prime sei formano un nuovo girone e competono per il titolo e la qualificazione alle competizioni europee; le ultime otto invece lottano per non retrocedere in Liga II. Le ultime due squadre retrocederanno direttamente in Liga II, mentre la terz'ultima giocherà uno spareggio promozione-retrocessione.
Al termine della competizione, la squadra classificata al primo posto si qualificherà per il secondo turno della UEFA Champions League 2019-2020. Le squadre classificate al secondo ed al terzo posto si qualificheranno, rispettivamente, per il secondo e per il primo turno della UEFA Europa League 2019-2020.

## Squadre partecipanti
| Club                | Città           | Stadio                          | Stagione precedente |
| ------------------- | --------------- | ------------------------------- | ------------------- |
| Astra Giurgiu       | Giurgiu         | Stadio Marin Anastasovici       | 5º posto in Liga I  |
| Botoșani            | Botoșani        | Stadio Municipal                | 8º posto in Liga I  |
| CFR Cluj            | Cluj-Napoca     | Stadio Dr. Constantin Rădulescu | Campione di Romania |
| Concordia Chiajna   | Chiajna         | Stadio Concordia                | 11º posto in Liga I |
| FC Politehnica Iași | Iași            | Stadio Emil Alexandrescu        | 6º posto in Liga I  |
| U Craiova           | Craiova         | Stadionul Ion Oblemenco         | 3º posto in Liga I  |
| Dinamo Bucarest     | Bucarest        | Stadio Dinamo                   | 7º posto in Liga I  |
| Dunărea Călărași    | Călărași        | Stadio Central Ion Comşa        | 1º posto in Liga II |
| FCSB                | Bucarest        | Arena Națională                 | 2º posto in Liga I  |
| Gaz Metan Mediaș    | Mediaș          | Stadio Gaz Metan                | 10º posto in Liga I |
| Hermannstadt        | Sibiu           | Stadionul Municipal             | 2º posto in Liga II |
| Sepsi               | Sfântu Gheorghe | Stadionul Municipal             | 9º posto in Liga I  |
| Viitorul Costanza   | Costanza        | Stadio Viitorul (Ovidiu)        | 4º posto in Liga I  |
| Voluntari           | Voluntari       | Stadionul Anghel Iordănescu     | 12º posto in Liga I |

## Allenatori e primatisti
| Squadra             | Allenatore        |
| ------------------- | ----------------- |
| Astra Giurgiu       | Costel Enache     |
| Botoșani            | Liviu Ciobotariu  |
| CFR Cluj            | Toni Conceição    |
| Concordia Chiajna   | Dorinel Munteanu  |
| FC Politehnica Iași | Flavius Stoican   |
| U Craiova           | Devis Mangia      |
| Dinamo Bucarest     | Mircea Rednic     |
| Dunărea Călărași    | Dan Alexa         |
| FCSB                | Nicolae Dică      |
| Gaz Metan Mediaș    | Mihai Teja        |
| Hermannstadt        | Vasile Miriuță    |
| Sepsi               | Eugen Neagoe      |
| Viitorul Costanza   | Gheorghe Hagi     |
| Voluntari           | Cristiano Bergodi |

### Cambi tecnici
| Squadra          | Allenatore partente | Modalità                           | Data del cambio | Posizione in classifica | Nuovo allenatore   | Data di nomina |
| ---------------- | ------------------- | ---------------------------------- | --------------- | ----------------------- | ------------------ | -------------- |
| Astra Giurgiu    | Gheorghe Mulțescu   | fine contratto                     | 31 maggio 2018  | Pre-campionato          | Marius Măldărășanu | 10 giugno 2018 |
| CFR Cluj         | Dan Petrescu        | Ha firmato con il Guizhou Hengfeng | 4 giugno 2018   | Pre-campionato          | Edward Iordănescu  | 13 giugno 2018 |
| Voluntari        | Adrian Mutu         | esonerato                          | 14 giugno 2018  | Pre-campionato          | Daniel Oprița      | 21 giugno 2018 |
| Gaz Metan Mediaș | Cristian Pustai     | fine contratto                     | 30 giugno 2018  | Pre-campionato          | Mihai Teja         | 1º luglio 2018 |

## Prima fase

### Classifica finale
|  | Pos. | Squadra             | Pt | G  | V  | N  | P  | GF | GS | DR  |
|  | ---- | ------------------- | -- | -- | -- | -- | -- | -- | -- | --- |
|  | 1.   | CFR Cluj            | 54 | 26 | 15 | 9  | 2  | 39 | 16 | +23 |
|  | 2.   | FCSB                | 49 | 26 | 14 | 7  | 5  | 49 | 29 | +20 |
|  | 3.   | U Craiova           | 45 | 26 | 13 | 6  | 7  | 43 | 24 | +19 |
|  | 4.   | Astra Giurgiu       | 42 | 26 | 11 | 9  | 6  | 36 | 23 | +13 |
|  | 5.   | Viitorul Costanza   | 38 | 26 | 11 | 5  | 10 | 26 | 27 | -1  |
|  | 6.   | Sepsi               | 37 | 26 | 10 | 7  | 9  | 32 | 25 | +7  |
|  | 7.   | Botoșani            | 36 | 26 | 9  | 9  | 8  | 31 | 33 | -2  |
|  | 8.   | FC Politehnica Iași | 34 | 26 | 10 | 4  | 12 | 28 | 38 | -10 |
|  | 9.   | Hermannstadt        | 32 | 26 | 9  | 5  | 12 | 25 | 28 | -3  |
|  | 10.  | Dinamo Bucarest     | 32 | 26 | 8  | 8  | 10 | 29 | 37 | -8  |
|  | 11.  | Gaz Metan Mediaș    | 31 | 26 | 7  | 10 | 9  | 25 | 32 | -7  |
|  | 12.  | Dunărea Călărași    | 24 | 26 | 4  | 12 | 10 | 16 | 25 | -9  |
|  | 13.  | Voluntari           | 21 | 26 | 4  | 9  | 13 | 30 | 46 | -16 |
|  | 14.  | Concordia Chiajna   | 18 | 26 | 4  | 6  | 16 | 19 | 45 | -26 |

Legenda:
      Ammesse alla poule scudetto
      Ammesse alla poule retrocessione
Note:
Tre punti a vittoria, uno a pareggio, zero a sconfitta.
Fonte: https://www.lpf.ro/liga-1

### Risultati
|                       | AGi  | Bot  | Clu  | CoC  | CSM  | CSU  | DBu  | DCa  | FCS  | GMM  | Her  | Sep  | Vii  | Vol  |
| --------------------- | ---- | ---- | ---- | ---- | ---- | ---- | ---- | ---- | ---- | ---- | ---- | ---- | ---- | ---- |
| Astra Giurgiu         | –––– | 1-1  | 1-2  | 3-1  | 1-2  | 0-3  | 4-1  | 1-1  | 1-0  | 3-0  | 1-0  | 1-1  | 3-0  | 0-0  |
| Botoșani              | 1-1  | –––– | 1-5  | 0-2  | 1-2  | 2-1  | 2-0  | 1-0  | 1-3  | 1-1  | 2-0  | 0-0  | 1-2  | 1-0  |
| CFR Cluj              | 1-1  | 1-1  | –––– | 2-1  | 1-0  | 0-0  | 3-1  | 0-0  | 1-1  | 2-2  | 1-1  | 1-0  | 1-2  | 5-0  |
| Concordia Chiajna     | 0-3  | 0-1  | 0-1  | –––– | 3-6  | 1-3  | 0-0  | 1-1  | 0-0  | 0-0  | 2-0  | 0-3  | 1-1  | 1-3  |
| CSM Politehnica Iași  | 1-1  | 2-1  | 0-1  | 3-0  | –––– | 0-3  | 1-0  | 1-0  | 1-2  | 1-0  | 0-2  | 1-1  | 1-2  | 2-2  |
| CSU Craiova           | 1-2  | 2-2  | 2-0  | 0-1  | 0-0  | –––– | 3-0  | 1-0  | 2-1  | 2-0  | 1-1  | 1-1  | 2-0  | 3-1  |
| Dinamo Bucarest       | 1-2  | 1-2  | 0-3  | 2-1  | 3-0  | 3-0  | –––– | 1-1  | 1-1  | 1-1  | 2-1  | 1-1  | 1-0  | 2-1  |
| Dunărea Călărași      | 1-2  | 3-2  | 0-0  | 2-1  | 2-0  | 1-3  | 0-0  | –––– | 1-1  | 0-0  | 0-1  | 0-3  | 0-1  | 1-1  |
| FCSB                  | 1-0  | 2-2  | 0-2  | 0-1  | 4-0  | 3-2  | 3-3  | 2-0  | –––– | 2-1  | 3-0  | 2-0  | 2-0  | 2-1  |
| Gaz Metan Mediaș      | 1-1  | 1-2  | 0-0  | 2-1  | 1-0  | 3-2  | 3-2  | 0-0  | 1-3  | –––– | 0-2  | 0-1  | 2-2  | 2-0  |
| Hermannstadt          | 0-2  | 1-1  | 0-1  | 2-1  | 2-0  | 0-1  | 1-1  | 1-1  | 1-3  | 0-1  | –––– | 1-0  | 1-0  | 4-0  |
| Sepsi Sfântu Gheorghe | 1-0  | 0-1  | 1-2  | 3-0  | 3-1  | 1-0  | 0-1  | 1-0  | 4-2  | 1-2  | 1-3  | –––– | 0-0  | 1-1  |
| Viitorul Costanza     | 1-0  | 1-0  | 0-1  | 0-0  | 0-1  | 0-0  | 4-1  | 0-1  | 1-4  | 2-0  | 1-0  | 2-3  | –––– | 2-0  |
| Voluntari             | 1-1  | 1-1  | 1-2  | 4-0  | 2-3  | 1-5  | 0-1  | 0-0  | 2-2  | 1-1  | 2-0  | 4-2  | 1-2  | –––– |

## Poule scudetto
Le sei squadre miglior classificate nella stagione regolare si incontrano due volte per un totale di 10 partite per squadra. Le squadre cominciano la Poule scudetto soltanto con i loro punti della stagione regolare dimezzati.

### Classifica
|                    | Pos. | Squadra           | Pt | G  | V | N | P | GF | GS | DR  |
| ------------------ | ---- | ----------------- | -- | -- | - | - | - | -- | -- | --- |
| Romania (bandiera) | 1.   | CFR Cluj          | 50 | 10 | 7 | 2 | 1 | 15 | 4  | +11 |
|                    | 2.   | FCSB              | 48 | 10 | 7 | 2 | 1 | 18 | 6  | +12 |
|                    | 3.   | Viitorul Costanza | 39 | 10 | 6 | 2 | 2 | 18 | 10 | +8  |
|                    | 4.   | U Craiova         | 36 | 10 | 4 | 1 | 5 | 8  | 10 | -2  |
|                    | 5.   | Astra Giurgiu     | 27 | 10 | 2 | 0 | 8 | 6  | 20 | -14 |
|                    | 6.   | Sepsi             | 20 | 10 | 0 | 1 | 9 | 5  | 20 | -15 |

Legenda:
      Campione di Romania e ammessa alla UEFA Champions League 2019-2020
      Ammesse alla UEFA Europa League 2019-2020
Note:
Tre punti a vittoria, uno a pareggio, zero a sconfitta.
Astra Giurgiu: +21 punti.
CFR Cluj: +27 punti.
CSU Craiova: +23 punti.
FCSB: +25 punti.
Sepsi Sfântu Gheorghe: +19 punti.
Viitorul Costanza: +19 punti.

### Risultati
|                       | AGi  | Clu  | CSU  | FCS  | Sep  | Vii  |
| --------------------- | ---- | ---- | ---- | ---- | ---- | ---- |
| Astra Giurgiu         | –––– | 1-5  | 0-1  | 0-2  | 3-2  | 1-4  |
| CFR Cluj              | 1-0  | –––– | 1-0  | 0-0  | 3-1  | 3-1  |
| CSU Craiova           | 1-0  | 0-0  | –––– | 0-2  | 1-0  | 1-2  |
| FCSB                  | 1-0  | 1-0  | 3-2  | –––– | 2-0  | 1-2  |
| Sepsi Sfântu Gheorghe | 0-1  | 0-1  | 0-1  | 1-5  | –––– | 0-0  |
| Viitorul Costanza     | 3-0  | 0-1  | 2-1  | 1-1  | 3-1  | –––– |

## Poule retrocessione

### Classifica
Le ultime otto squadre classificate nella stagione regolare si incontrano due volte per un totale di 14 partite per squadra. Le squadre cominciano la Poule retrocessione soltanto con i loro punti della stagione regolare dimezzati.
|  | Pos. | Squadra             | Pt | G  | V  | N | P | GF | GS | DR  |
|  | ---- | ------------------- | -- | -- | -- | - | - | -- | -- | --- |
|  | 7.   | Gaz Metan Mediaș    | 48 | 14 | 10 | 2 | 2 | 25 | 9  | +16 |
|  | 8.   | Botoșani            | 44 | 14 | 8  | 2 | 4 | 18 | 9  | +9  |
|  | 9.   | Dinamo Bucarest     | 43 | 14 | 8  | 3 | 3 | 16 | 7  | +9  |
|  | 10.  | Voluntari           | 31 | 14 | 5  | 5 | 4 | 14 | 16 | -2  |
|  | 11.  | FC Politehnica Iași | 31 | 14 | 3  | 5 | 6 | 12 | 18 | -6  |
|  | 12.  | Hermannstadt        | 27 | 14 | 2  | 5 | 7 | 9  | 19 | -10 |
|  | 13.  | Dunărea Călărași    | 25 | 14 | 3  | 4 | 7 | 8  | 18 | -10 |
|  | 14.  | Concordia Chiajna   | 19 | 14 | 2  | 4 | 8 | 17 | 23 | -6  |

Legenda:
 Ammessa allo spareggio promozione-retrocessione
      Retrocesse in Liga II
Note:
Tre punti a vittoria, uno a pareggio, zero a sconfitta.
Botoșani: +18 punti.
Concordia Chiajna: +9 punti.
CSM Politehnica Iași: +17 punti.
Dinamo Bucarest: +16 punti.
Dunărea Călărași: +12 punti.
Gaz Metan Mediaș: +16 punti.
Hermannstadt: +16 punti.
Voluntari: +11 punti.

### Risultati
|                      | Bot  | CoC  | CSM  | DBu  | DCa  | GMM  | Her  | Vol  |
| -------------------- | ---- | ---- | ---- | ---- | ---- | ---- | ---- | ---- |
| Botoșani             | –––– | 0-0  | 3-0  | 1-0  | 1-2  | 1-0  | 1-0  | 2-0  |
| Concordia Chiajna    | 2-2  | –––– | 4-1  | 0-2  | 3-0  | 0-2  | 2-2  | 1-2  |
| CSM Politehnica Iași | 0-2  | 1-1  | –––– | 0-1  | 4-0  | 1-2  | 1-1  | 0-2  |
| Dinamo Bucarest      | 1-0  | 3-2  | 0-0  | –––– | 2-0  | 2-0  | 2-0  | 0-0  |
| Dunărea Călărași     | 0-2  | 2-0  | 1-2  | 1-0  | –––– | 0-1  | 0-0  | 1-1  |
| Gaz Metan Mediaș     | 2-0  | 3-1  | 1-1  | 2-1  | 0-0  | –––– | 4-1  | 4-0  |
| Hermannstadt         | 0-2  | 1-0  | 0-1  | 0-0  | 2-1  | 0-2  | –––– | 1-1  |
| Voluntari            | 2-1  | 2-1  | 0-0  | 1-2  | 0-0  | 1-2  | 2-1  | –––– |

## Spareggio promozione-retrocessione
|              | Risultati |              | Luogo e data               |
| ------------ | --------- | ------------ | -------------------------- |
| U Cluj       | 0 - 2     | Hermannstadt | Cluj-Napoca, 9 giugno 2019 |
| Hermannstadt | 0 - 1     | U Cluj       | Sibiu, 12 giugno 2019      |

## Classifica marcatori
| Gol |  |  | Giocatore         | Squadra               |
| --- |  |  | ----------------- | --------------------- |
| 18  |  |  | George Țucudean   | CFR Cluj              |
| 15  |  |  | Harlem Gnohéré    | FCSB                  |
| 13  |  |  | Mattia Montini    | Dinamo Bucarest       |
| 13  |  |  | Elvir Koljić      | CSU Craiova           |
| 13  |  |  | Alexandru Mitriță | CSU Craiova           |
| 11  |  |  | Florinel Coman    | FCSB                  |
| 11  |  |  | Ibrahima Tandia   | Sepsi Sfântu Gheorghe |
| 10  |  |  | Florin Tănase     | FCSB                  |
| 10  |  |  | Ianis Hagi        | Viitorul Costanza     |
| 10  |  |  | Alexandru Tudorie | Voluntari             |
| 10  |  |  | Mario Rondón      | Gaz Metan Mediaș      |
| 9   |  |  | Mihai Roman       | Botoșani              |
| 9   |  |  | Dennis Man        | FCSB                  |